# Герни, Дэн
Даниэ́ль Се́кстон Ге́рни (также пишется как Гёрни) (англ. Daniel Sexton Gurney; 13 апреля 1931, Порт-Джефферсон, штат Нью-Йорк — 14 января 2018, Ньюпорт-Бич) — американский автогонщик, участник чемпионата мира по автогонкам в классе Формула-1. Известен как родоначальник традиции обливаться шампанским на подиуме.

## Полная таблица результатов в Ф1
| Легенда к таблице |                                                                    |
| --- | ------------------------------------------------------------------ |
| В таблице перечислены результаты всех Гран-при Формулы-1, в которых принимал участие гонщик. Строками таблицы являются сезоны, столбцами — этапы чемпионата мира. В каждой клетке указаны сокращённое название этапа и результат, дополнительно обозначенный цветом. Расшифровка обозначений и цветов представлена в нижеследующей таблице. |                                                                    |
| \| Пример \| Описание \| \| ------------ \| ------------------------------------------------------------------ \| \| 1 \| Победитель \| \| 2 \| Второе место \| \| 3 \| Третье место \| \| 5 \| Финишировал, заработав очки \| \| Сход \| Не финишировал, но при этом заработал очки \| \| 12 \| Финишировал, не получив очков \| \| НКЛ \| Финишировал, но не попал в финальную классификацию \| \| 15 \| Участвовал вне зачёта, либо по отдельной классификации \| \| 18 \| Не финишировал, но попал в финальную классификацию \| \| Сход \| Не финишировал \| \| НКВ \| Не прошёл квалификацию \| \| НПКВ \| Не прошёл предквалификацию \| \| ДСК \| Дисквалифицирован \| \| ИСК \| Исключён из протокола соревнований \| \| ТТ \| Заявлен для участия только в тренировках \| \| НС \| Участвовал в квалификации, но не стартовал в гонке \| \| Т \| Травмирован или болен \| \| ОТК \| Отказ от участия \| \| НТР \| Прибыл на соревнования, но на трассу не выезжал \| \| НПР \| Был заявлен в числе участников, но не прибыл к началу соревнований \| \| О \| Соревнования отменены \| \| \| Не участвовал \| \| Поул-позиция \| \| \| Быстрый круг \| \| |                                                                    |
| Пример | Описание                                                           |
| 1 | Победитель                                                         |
| 2 | Второе место                                                       |
| 3 | Третье место                                                       |
| 5 | Финишировал, заработав очки                                        |
| Сход | Не финишировал, но при этом заработал очки                         |
| 12 | Финишировал, не получив очков                                      |
| НКЛ | Финишировал, но не попал в финальную классификацию                 |
| 15 | Участвовал вне зачёта, либо по отдельной классификации             |
| 18 | Не финишировал, но попал в финальную классификацию                 |
| Сход | Не финишировал                                                     |
| НКВ | Не прошёл квалификацию                                             |
| НПКВ | Не прошёл предквалификацию                                         |
| ДСК | Дисквалифицирован                                                  |
| ИСК | Исключён из протокола соревнований                                 |
| ТТ | Заявлен для участия только в тренировках                           |
| НС | Участвовал в квалификации, но не стартовал в гонке                 |
| Т | Травмирован или болен                                              |
| ОТК | Отказ от участия                                                   |
| НТР | Прибыл на соревнования, но на трассу не выезжал                    |
| НПР | Был заявлен в числе участников, но не прибыл к началу соревнований |
| О | Соревнования отменены                                              |
| | Не участвовал                                                      |
| Поул-позиция |                                                                    |
| Быстрый круг |                                                                    |

| Сезон | Команда                        | Шасси          | Двигатель                   | Ш | 1        | 2        | 3        | 4        | 5        | 6        | 7        | 8        | 9        | 10       | 11       | 12       | 13  | Место | Очки |
| ----- | ------------------------------ | -------------- | --------------------------- | - | -------- | -------- | -------- | -------- | -------- | -------- | -------- | -------- | -------- | -------- | -------- | -------- | --- | ----- | ---- |
| 1959  | Scuderia Ferrari               | Ferrari 246 F1 | Ferrari 155 2,4 V6          | D | МОН      | 500      | НИД      | ФРА Сход | ВЕЛ      | ГЕР 2    | ПОР 3    | ИТА 4    | США      |          |          |          |     | 7     | 13   |
| 1960  | Owen Racing Organisation       | BRM P48        | BRM P25 2,5 L4              | D | АРГ      | МОН НКЛ  | 500      | НИД Сход | БЕЛ Сход | ФРА Сход | ВЕЛ 10   | ПОР Сход | ИТА      | США Сход |          |          |     | —     | 0    |
| 1961  | Porsche System Engineering     | Porsche 718    | Porsche 547/3 1,5 B4        | D | МОН 5    |          | БЕЛ 6    | ФРА 2    | ВЕЛ 7    | ГЕР 7    | ИТА 2    | США 2    |          |          |          |          |     | 4     | 21   |
| 1961  | Porsche System Engineering     | Porsche 787    | Porsche 547/3 1,5 B4        | D |          | НИД 10   |          |          |          |          | ИТА НС   |          |          |          |          |          |     | 4     | 21   |
| 1962  | Porsche System Engineering     | Porsche 804    | Porsche 753 1,5 B8          | D | НИД Сход | МОН Сход |          | ФРА 1    | ВЕЛ 9    | ГЕР 3    | ИТА Сход | США 5    | ЮАР      |          |          |          |     | 5     | 15   |
| 1962  | Autosport Team Wolfgang Seidel | Lotus 24       | BRM P56 1,5 V8              | D |          |          | БЕЛ НС   |          |          |          |          |          |          |          |          |          |     | 5     | 15   |
| 1963  | Brabham Racing Organisation    | Brabham BT7    | Coventry Climax FWMV 1,5 V8 | D | МОН Сход | БЕЛ 3    | НИД 2    | ФРА 5    | ВЕЛ Сход | ГЕР Сход | ИТА 14   | США Сход | МЕК 6    | ЮАР 2    |          |          |     | 5     | 19   |
| 1964  | Brabham Racing Organisation    | Brabham BT7    | Coventry Climax FWMV 1,5 V8 | D | МОН Сход | НИД Сход | БЕЛ 6    | ФРА 1    | ВЕЛ 13   | ГЕР 10   | АВТ Сход | ИТА 10   | США Сход | МЕК 1    |          |          |     | 6     | 19   |
| 1965  | Brabham Racing Organisation    | Brabham BT11   | Coventry Climax FWMV 1,5 V8 | G | ЮАР Сход | МОН      | БЕЛ 10   | ФРА Сход | ВЕЛ 6    | НИД 3    | ГЕР 3    | ИТА 3    | США 2    | МЕК 2    |          |          |     | 4     | 25   |
| 1966  | Anglo American Racers          | Eagle Mk1      | Coventry-Climax FPF 2,7 L4  | G | МОН      | БЕЛ НКЛ  | ФРА 5    | ВЕЛ Сход | НИД Сход | ГЕР 7    | ИТА НС   |          | МЕК 5    |          |          |          |     | 12    | 4    |
| 1966  | Anglo American Racers          | Eagle Mk1      | Gurney-Weslake 58 3,0 V12   | G |          |          |          |          |          |          | ИТА Сход | США Сход | МЕК НС   |          |          |          |     | 12    | 4    |
| 1967  | Anglo American Racers          | Eagle T1G      | Coventry-Climax FPF 2,7 L4  | G | ЮАР Сход |          |          |          |          |          |          |          |          |          |          |          |     | 8     | 13   |
| 1967  | Anglo American Racers          | Eagle T1G      | Gurney-Weslake 58 3,0 V12   | G |          | МОН Сход | НИД Сход | БЕЛ 1    | ФРА Сход | ВЕЛ Сход | ГЕР Сход | КАН 3    | ИТА Сход | США Сход | МЕК Сход |          |     | 8     | 13   |
| 1968  | Anglo American Racers          | Eagle T1G      | Gurney-Weslake 58 3,0 V12   | G | ЮАР Сход | ИСП      | МОН Сход | БЕЛ      |          | ФРА      | ВЕЛ Сход | ГЕР 9    | ИТА Сход |          |          |          |     | 21    | 3    |
| 1968  | Anglo American Racers          | McLaren M7A    | Ford Cosworth DFV 3,0 V8    | G |          |          |          |          |          |          |          |          |          | КАН Сход | США 4    | МЕК Сход |     | 21    | 3    |
| 1968  | Brabham Racing Organisation    | Brabham BT24   | Repco 740 3,0 V8            | G |          |          |          |          | НИД Сход |          |          |          |          |          |          |          |     | 21    | 3    |
| 1970  | Bruce McLaren Motor Racing     | McLaren M14A   | Ford Cosworth DFV 3,0 V8    | G | ЮАР      | ИСП      | МОН      | БЕЛ      | НИД Сход | ФРА 6    | ВЕЛ Сход | ГЕР      | АВТ      | ИТА      | КАН      | США      | МЕК | 24    | 1    |